# 大平 (北九州市)
大平（おおひら）は福岡県北九州市八幡西区の地名。大平一丁目から三丁目の町がある。住居表示実施済み。郵便番号は807-0083。

## 地理
八幡西区の中部西側に位置し、北に下上津役、東に町上津役西、南に小嶺、南西に船越、西に大平台と接する。

### 河川
- 二級河川 金山川

### 湖沼
- 論田下池

## 地域の特徴
町域の西部を国道200号が南北に走り、県道280号植木上上津役線が分岐し東に延びる。南縁を北九州高速4号線が走る。また町域の南東部から金山川が北西流する。住宅地であり、一丁目，二丁目は比較的平坦だが、三丁目は南に向かって上り勾配となっている。一丁目に大平公民館がある。

## 歴史
江戸期から下上津役村の枝郷、田屋と呼ばれていた地区を中心に発展した地域。町域には他に川添，論田，蟷螂，長通の4字を含んでいる。船越三丁目にあった炭鉱が廃山となって以後、漸次発展した。南部の高台には昭和50年代中期まで炭鉱住宅が残っていたが、民間デベロッパーによる再開発で住宅地となった。

### 地名の由来
大字下上津役の字、大平より。

### 沿革
- 1984年（昭和59年）6月1日 - 大平一丁目 - 三丁目新設[5][6]。

### 町名の変遷
| 実施内容          | 実施年月日               | 実施後     | 実施前                             |
| ----------------- | ------------------------ | ---------- | ---------------------------------- |
| 町名新設 住居表示 | 1984年（昭和59年）6月1日 | 大平一丁目 | 大字下上津役の一部                 |
| 町名新設 住居表示 | 1984年（昭和59年）6月1日 | 大平二丁目 | 大字上上津役，大字下上津役の各一部 |
| 町名新設 住居表示 | 1984年（昭和59年）6月1日 | 大平三丁目 | 大字下上津役，大字小嶺の各一部     |

## 世帯数と人口
2025年（令和7年）3月31日現在（北九州市発表）の世帯数と人口は以下の通りである。
| 町         | 世帯数  | 人口    |
| ---------- | ------- | ------- |
| 大平一丁目 | 327世帯 | 628人   |
| 大平二丁目 | 261世帯 | 503人   |
| 大平三丁目 | 204世帯 | 400人   |
| 計         | 792世帯 | 1,531人 |

### 人口の変遷
国勢調査による人口の推移。
| 1995年（平成7年）  | 1,659人 | [ 7 ]  |  |
| 2000年（平成12年） | 1,740人 | [ 8 ]  |  |
| 2005年（平成17年） | 1,785人 | [ 9 ]  |  |
| 2010年（平成22年） | 1,708人 | [ 10 ] |  |
| 2015年（平成27年） | 1,691人 | [ 11 ] |  |
| 2020年（令和2年）  | 1,600人 | [ 12 ] |  |

### 世帯数の変遷
国勢調査による世帯数の推移。
| 1995年（平成7年）  | 536世帯 | [ 7 ]  |  |
| 2000年（平成12年） | 620世帯 | [ 8 ]  |  |
| 2005年（平成17年） | 618世帯 | [ 9 ]  |  |
| 2010年（平成22年） | 657世帯 | [ 10 ] |  |
| 2015年（平成27年） | 681世帯 | [ 11 ] |  |
| 2020年（令和2年）  | 680世帯 | [ 12 ] |  |

## 学区
市立小・中学校に通う場合、学区は以下の通りとなる。
| 町         | 街区 | 小学校               | 中学校               |
| ---------- | ---- | -------------------- | -------------------- |
| 大平一丁目 | 全域 | 北九州市立八児小学校 | 北九州市立八児中学校 |
| 大平二丁目 | 全域 | 北九州市立八児小学校 | 北九州市立八児中学校 |
| 大平三丁目 | 全域 | 北九州市立八児小学校 | 北九州市立八児中学校 |

## 交通

### バス
域内のバス停と系統は以下の通りである。
| 運行事業者 | 運行事業者 | 西鉄バス北九州 | 西鉄バス北九州 | 西鉄バス北九州 | 西鉄バス北九州 |
| 系統       | 系統       | 57             | 75             | 76             | 150            |
| 停留所     | 大平       | ○              | ○              | ○              | ○              |

### 道路
- 国道211号
- 県道280号植木上上津役線

## 施設

### 公共施設
- 大平公民館